# Lista de séries e minisséries da Rede Manchete
As séries e minisséries da Rede Manchete estão relacionadas nesta lista, que apresenta: data de início, data do final e quantidade de temporadas e capítulos. A Rede Manchete foi uma emissora brasileira fundada na cidade do Rio de Janeiro em 5 de junho de 1983 pelo jornalista e empresário ucraniano naturalizado brasileiro Adolpho Bloch. A emissora permaneceu no ar até o dia 10 de maio de 1999 e durante este período exibiu 21 séries e seriados.

## Minisséries

### Década de 1980
| # | Início                 | Término                | Título                  | Cap. | Autor                              | Diretor               | Ref.  |
| - | ---------------------- | ---------------------- | ----------------------- | ---- | ---------------------------------- | --------------------- | ----- |
| 1 | 21 de agosto de 1984   | 5 de outubro de 1984   | Marquesa de Santos      | 52   | Wilson Aguiar Filho                | Ary Coslov            | [ 2 ] |
| 2 | 9 de outubro de 1984   | 20 de novembro de 1984 | Viver a Vida            | 52   | Manoel Carlos                      | Mário Márcio Bandarra | [ 3 ] |
| 3 | 21 de novembro de 1984 | 29 de dezembro de 1984 | Santa Marta Fabril S.A. | 24   | Geraldo Vietri                     | Geraldo Vietri        | [ 4 ] |
| 4 | 11 de março de 1985    | 12 de abril de 1985    | Tudo em Cima            | 25   | Bráulio Pedroso Geraldo Carneiro   | Ary Coslov            | [ 5 ] |
| 5 | 16 de novembro de 1987 | 4 de dezembro de 1987  | A Rainha da Vida        | 15   | Wilson Aguiar Filho Leila Miccolis | Walter Campos         | [ 6 ] |

### Década de 1990
| #  | Início                 | Término                | Título              | Cap. | Autor                | Diretor           | Ref.   |
| -- | ---------------------- | ---------------------- | ------------------- | ---- | -------------------- | ----------------- | ------ |
| 6  | 15 de maio de 1990     | 5 de junho de 1990     | Escrava Anastácia   | 4    | Paulo César Coutinho | Henrique Martins  | [ 7 ]  |
| 7  | 16 de julho de 1990    | 26 de julho de 1990    | O Canto das Sereias | 10   | Paulo César Coutinho | Jayme Monjardim   | [ 8 ]  |
| 8  | 20 de novembro de 1990 | 30 de novembro de 1990 | Rosa dos Rumos      | 10   | Walcyr Carrasco      | Del Rangel        | [ 9 ]  |
| 9  | 16 de janeiro de 1991  | 9 de fevereiro de 1991 | Filhos do Sol       | 10   | Walcyr Carrasco      | Henrique Martins  | [ 10 ] |
| 10 | 4 de março de 1991     | 28 de março de 1991    | Ilha das Bruxas     | 16   | Paulo Figueiredo     | Henrique Martins  | [ 11 ] |
| 11 | 15 de abril de 1991    | 2 de maio de 1991      | O Farol             | 15   | Paulo Halm           | Wilson Solon      | [ 12 ] |
| 12 | 13 de maio de 1991     | 13 de junho de 1991    | Na Rede de Intrigas | 20   | Geraldo Vietri       | Henrique Martins  | [ 13 ] |
| 13 | 1 de julho de 1991     | 15 de agosto de 1991   | Floradas na Serra   | 24   | Geraldo Vietri       | Nilton Travesso   | [ 14 ] |
| 14 | 19 de agosto de 1991   | 28 de setembro de 1991 | O Guarani           | 35   | Walcyr Carrasco      | Marcos Schechtman | [ 15 ] |
| 15 | 15 de outubro de 1991  | 27 de novembro de 1991 | O Fantasma da Ópera | 37   | Geraldo Vietri       | Del Rangel        | [ 16 ] |

## Séries

### Década de 1980
| # | Início                  | Término               | Título          | Temp. | Eps. | Autor                       | Diretor          | Ref.   |
| - | ----------------------- | --------------------- | --------------- | ----- | ---- | --------------------------- | ---------------- | ------ |
| 1 | 18 de fevereiro de 1984 | 27 de maio de 1985    | Joana           | 2     | 26   | Manoel Carlos               | Guga de Oliveira | [ 18 ] |
| 2 | 1 de julho de 1985      | 10 de janeiro de 1986 | Tamanho Família | 1     | 94   | Mauro Rasi Miguel Falabella | Ary Coslov       | [ 19 ] |

### Década de 1990
| # | Início                 | Término                 | Título                               | Temp. | Eps. | Autor                        | Diretor           | Ref.   |
| - | ---------------------- | ----------------------- | ------------------------------------ | ----- | ---- | ---------------------------- | ----------------- | ------ |
| 3 | 20 de março de 1990    | 4 de setembro de 1990   | Fronteiras do Desconhecido           | 1     | 17   | Vários                       | Jayme Monjardim   | [ 20 ] |
| 4 | 9 de outubro de 1990   | 2 de novembro de 1990   | Mãe de Santo                         | 1     | 16   | Paulo César Coutinho         | Henrique Martins  | [ 21 ] |
| 5 | 9 de agosto de 1993    | 18 de fevereiro de 1994 | Família Brasil                       | 1     | 25   | Regina Braga Márcio Tavolari | Henrique Martins  | [ 22 ] |
| 6 | 30 de novembro de 1994 | 1 de março de 1995      | Incrível, Fantástico, Extraordinário | 1     | 12   | Vários                       | Marcos Schechtman | [ 23 ] |